# Hans-Jürgen Abromeit

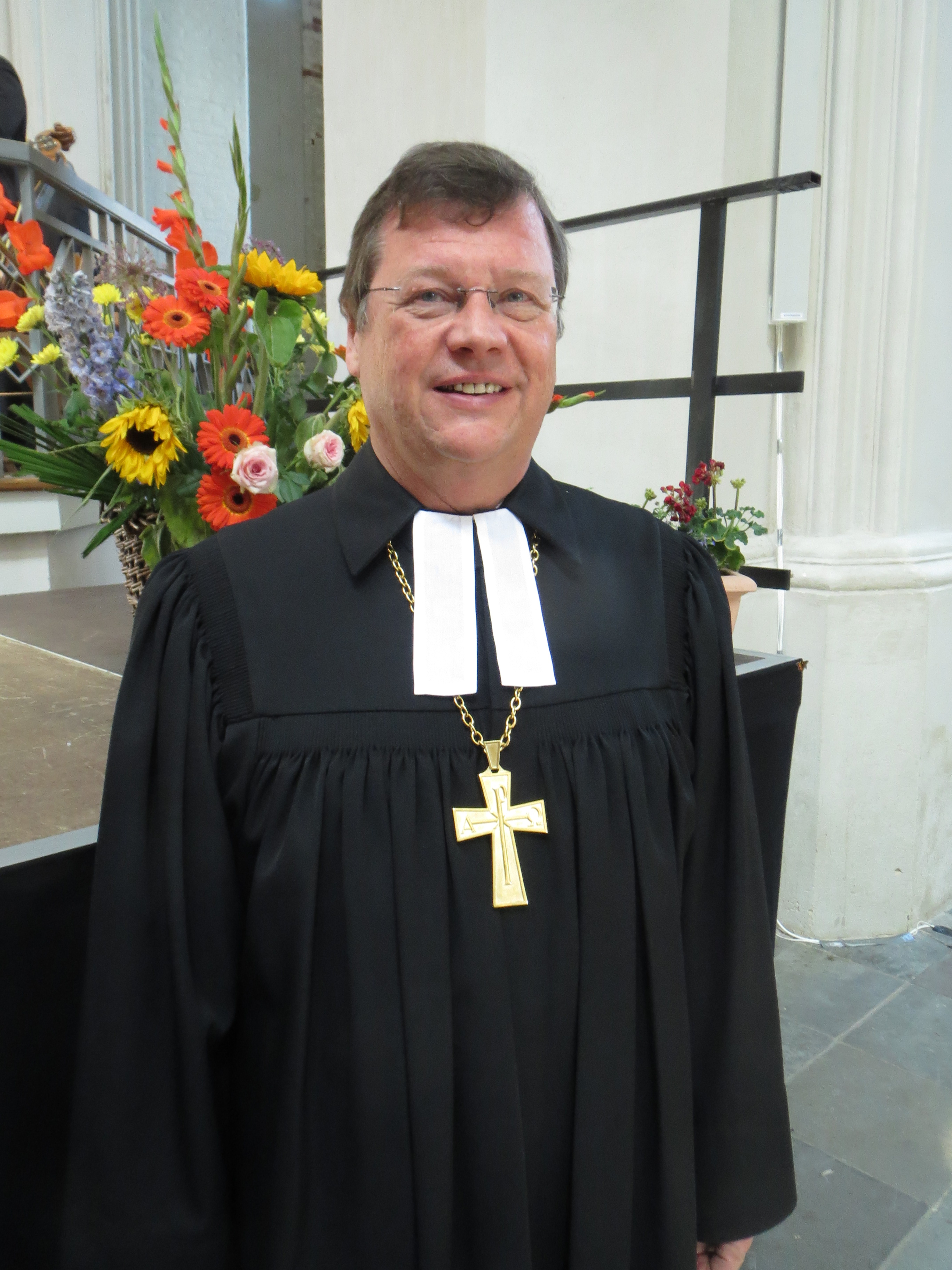
Hans-Jürgen Abromeit bei der Greifswalder Bachwoche 2014

Hans-Jürgen Abromeit (* 13. Oktober 1954 in Gevelsberg) ist ein deutscher evangelischer Theologe und war bis 2019 Bischof im Sprengel Mecklenburg und Pommern der Evangelisch-Lutherischen Kirche in Norddeutschland. Er war zuvor seit 2001 der letzte Bischof der Pommerschen Evangelischen Kirche, die im Jahre 2012 durch eine von Abromeit wesentlich unterstützte Kirchenfusion in der Nordkirche aufging. Hans-Jürgen Abromeit ist verheiratet und hat fünf Kinder.

## Leben

### Ausbildung und erste Amtsjahre
Hans-Jürgen Abromeit studierte in Wuppertal und Heidelberg Evangelische Theologie. Sein Vikariat absolvierte er in Heidelberg und Jerusalem. Anschließend war er Pfarrer in seiner westfälischen Heimatstadt Gevelsberg und wissenschaftlicher Assistent am Lehrstuhl für Praktische Theologie und Religionspädagogik in Münster. 1988 erfolgte die Promotion zu Dietrich Bonhoeffers Christologie.

### Dozententätigkeit
1994 wurde Abromeit Dozent am Pastoralkolleg der Evangelischen Kirche von Westfalen. Später unterrichtete er auch am Institut für Aus-, Fort- und Weiterbildung im Haus Villigst. Aus der Arbeit am Pastoralkolleg erwuchs zur Stärkung der Leitungsfähigkeit von Pastorinnen und Pastoren das Fortbildungsprogramm „Spirituelles Gemeindemanagement“, das betriebswirtschaftliche und theologische Kompetenzen verbindet.

### Bischof der PEK und im Sprengel Mecklenburg und Pommern
Im September 2001 wurde Abromeit Bischof der Pommerschen Evangelischen Kirche. Die verfassungsgebende Synode der drei Fusionskirchen entschied im Januar 2012, dass Abromeit das Amt eines der beiden Bischöfe im Sprengel Mecklenburg und Pommern erhalten sollte. Im September 2019 endete nach 18 Jahren seine Amtszeit als Bischof.

### Weitere Tätigkeiten
Seitdem wirkt Abromeit am Institut zu Erforschung von Evangelisation und Gemeindeentwicklung der Universität Greifswald und übernahm dort die Leitung des Forschungsprojekts „Kirchliches Schrumpfen und Wachsen im Kontext peripherer ländlicher Räume Vorpommerns“.
Neben seinem Amt als Bischof war er Vorstand der Bugenhagenstiftung und Vorsitzender des Kuratoriums der Greifswalder Bachwoche, stellvertretender Vorsitzender des Fördervereins für die Bethlehem-Akademie „Dar al-Kalima“ (Haus des Wortes) sowie der Deutschen Bibelgesellschaft und bis 2021 Vorsitzender des Jerusalemsvereins. Abromeit ist außerdem Teil der Jury des Karl-Barth-Preises und Kuratoriumsmitglied des evangelikalen Vereins ProChrist. Er gehört dem Vorstand des Vereines zur Förderung der Erforschung von Evangelisation und Gemeindeentwicklung e. V. an, dessen Zweck die Unterstützung des Institutes zur Erforschung von Evangelisation und Gemeindeentwicklung an der Universität Greifswald ist.
Im September 2018 hielt Abromeit beim „Marsch für das Leben“, einer Demonstration der Lebensrechtsbewegung, die Predigt beim Abschlussgottesdienst.

### Kontroverse um eine Rede vom 1. August 2019
Abromeits sprach am 1. August 2019 auf der 124. Jahreskonferenz der Deutschen Evangelischen Allianz in Bad Blankenburg über Zwei Völker – ein Land. Eine biblische Vision für Frieden zwischen Israel und Palästina. Sein Vortrag löste eine heftige öffentliche Kontroverse aus. Der evangelikalen Evangelischen Nachrichtenagentur idea zufolge habe Abromeit

„dazu aufgerufen, im Israel-Palästina-Konflikt nicht nur die israelische Sichtweise wahrzunehmen […] Laut Abromeit resultiert aus dem Schuldbewusstsein der Deutschen infolge des Holocausts eine Überidentifikation mit dem Staat Israel. Es werde bewusst nicht unterschieden zwischen dem biblischen Israel und dem heutigen Staat. Das führe aber zu einer Vermischung der theologischen und der politischen Ebene. Ferner werde das Eintreten für die Sicherheit des Staates Israels von deutschen Repräsentanten zur Staatsraison erklärt, so Abromeit. Da sich der israelische Staat als jüdischer Staat verstehe, folge daraus prinzipiell die Benachteiligung der Palästinenser.“

Volker Beck, der ehemalige Vorsitzende der deutsch-israelischen Parlamentariergruppe des Deutschen Bundestages, attestierte Abromeit daraufhin „theologisch wirres Zeug“. Die Jüdische Allgemeine schrieb von „irritierenden Äußerungen zur Legitimität des jüdischen Staates“, erhob aber bewusst keinen Antisemitismus-Vorwurf. Dennoch stand der Antisemitismus-Vorwurf im Raum, weshalb die Landesbischöfin der Nordkirche, Kristina Kühnbaum-Schmidt, unverzüglich erklärte, entschieden jeder Form von Antisemitismus zu widersprechen. Abromeit gab unter Bezugnahme auf Begrifflichkeiten der 68er-Bewegung der „Springer-Presse“ die Schuld am öffentlichen Aufsehen. Er bezeichnete sich als „Freund Israels“, der auch die Seite der Palästinenser einbeziehen wolle. Das Existenzrecht Israels habe er nie in Frage gestellt. Das von ihm ausgesprochene Wort „Überidentifikation“ bedauere er jedoch ausdrücklich.

## Veröffentlichungen
- Das Geheimnis Christi. Dietrich Bonhoeffers erfahrungsbezogene Christologie (= Neukirchener Beiträge zur systematischen Theologie, Band 8). Neukirchener Verlag, Neukirchen-Vluyn 1991, ISBN 3-7887-1341-0.
- „Es war keine Schule irgendwelcher christlicher Denomination in ganz Palästina“. Der Beitrag christlicher Schulen in Palästina. In: Ulrike Bechmann, Mitri Raheb (Hg.): Verwurzelt im Heiligen Land. Einführung in das palästinensische Christentum. Frankfurt am Main (1995), S. 191–207.
- Gott finden im Meer der Möglichkeiten. Biblische Einsichten – gewonnen in Pommern und anderswo. Evangelische Verlagsanstalt, Leipzig 2023, ISBN 978-3-374-07335-1.

als Herausgeber
- Pastorale Existenz heute. Festschrift zum 65. Geburtstag für Hans Berthold (= Wechselwirkungen, Ergänzungsreihe 6). Spenner, Waltrop 1997, ISBN 3-927718-91-2.
- mit Peter Böhlemann Michael Herbst und Klaus-Martin Strunk: Spirituelles Gemeindemanagement. Chancen – Strategien – Beispiele. Vandenhoeck & Ruprecht, Göttingen 2001, ISBN 3-525-62369-0.
- mit Almut Nothnagle und Frank Foerster: Seht, wir gehen hinauf nach Jerusalem. Festschrift zum 150jährigen Jubiläum von Talitha Kumi und des Jerusalemsvereins. Evangelische Verlagsanstalt, Leipzig 2001, ISBN 3-374-01863-7.